# Коробов, Сергей Сергеевич
Сергей Сергеевич Коробов (род. 12 марта 1996, Полярные Зори, Мурманская область) — российский хоккеист, вратарь.

## Биография
Начинал играть в хоккей вместе с братом-близнецом Евгением в городе Полярные Зори, первый тренер Валерий Барбашин. В 2007 году с братом переехал в Санк-Петербург, где занимались в школах «Серебряные львы» (2007—2009) и «Нева» (2009—2012). Евгений после выступлений за «Серебряных львов» (2013/14 — 2015/16) и МХК «Липецк» (НМХЛ, 2016/17) стал играть на любительском уровне. Сергей Коробов был взят в СКА и с сезона 2013/14 выступал в МХЛ за «СКА-1946». В сезоне 2017/18 играл в ВХЛ за «СКА-Нева» и «Молот-Прикамье» Пермь. Сезон 2018/19 начал в команде ВХЛ «Ижсталь», в январе — феврале 2019 года провёл три матча в КХЛ за «Северсталь». Выступал за команды ВХЛ «Нефтяник» Альметьевск (2019), «Лада» (2019/20 — 2020/2021), «Сокол» Красноярск (2021/22). Сезон 2022/23 начал в клубе «Дизель» Пенза, но вскоре, не проведя ни одного матча, перешёл в турецкий «Истанбул ББ».
На юниорском чемпионате мира 2014 года был в составе сборной России, но на площадку не выходил.